# شیبا یوشی‌مونه
شیبا یوشیمونه (به ژاپنی: 斯波 義統 Shiba Yoshimune) (۱۵۱۳–۱۰ آگوست، ۱۵۵۴)، پسر شیبا یوشی‌تاتسو، چهاردهمین رهبر خاندان شیبا بود و در نیمه دوم دوره سنگوکو در ژاپن زندگی می‌کرد. پسر ارشد وی شیبا یوشی‌کانه نام داشت.
وی شوگو (فرماندار) ولایت اُواری بود و از زمان کودکی به عنوان فرزندخوانده در خاندان اودا پذیرفته شده بود. اودا نوبوتومو که برادر خواندهٔ وی محسوب می‌شد شوگودای (معاون فرماندار) و زیردست وی بود. یوشیمونه در یک قسمت از قلعه کیوسو ساکن بود. این قلعه محل اقامت نوبوتومو نیز بود.
پس از مرگ اودا نوبوهیده (پدر اودا نوبوناگا) در سال ۱۵۵۱ و قرار دادن اودا نوبوناگا به عنوان وارث موقعیت پدر، اودا نوبوتومو، که از خاندان رقیب بود، برای قتل وارث یعنی نوبوناگا توطئه و برنامه‌ریزی کرد. شیبا یوشیمونه از طرح اودا نوبوتومو با خبر شد و آن را به نوبوناگا گزارش کرد، که با او رابطه‌ای مخفی داشت.
نوبوتومو سپس به دشمنی با یوشیمونه برخاست و در زمانی که پسرش شیبا یوشی‌کانه برای تفریح به رودخانه رفته بود و در اطراف یوشیمونه تنها چند ملازم باقی مانده بودند به وی حمله کرده و وی را مجبور به هاراکیری کرد. یکسال بعد در سال ۱۵۵۵، عموی نوبوناگا اودا نوبومیتسو با طرح نقشه ای وانمود کرد که قصد همکاری با نوبوتومو را دارد و از این طریق توانست به قلعه کیوسو محل اقامت نوبوموتو وارد شده و نوبوتومو را مجبور به هاراکیری کند.